# The Commuter
The Commuter és una pel·lícula de suspens dirigida pel català Jaume Collet-Serra i de producció nord-americana i britànica. El llançament està anunciat pel 12 de gener de 2018.

## Argument
Michael Woolrich, encarnat pel veterà Liam Neeson, és un pare de família, feliçment casat, amb dona i un fill adolescent. Professionalment, treballa com a agent d'assegurances, fent la mateixa rutina cada dia laborable des que es lleva i surt de casa fins que torna a la seva llar. Durant els passats 10 anys, el trajecte cap a la feina sempre l'ha fet mitjançant la mateixa línia de tren suburbà, fet que el fa un excel·lent coneixedor de tots els punts i fins i tot, de bona part de la gent que el sol agafar. La seva rutina es veu trencada quan un matí, una dona rossa (Vera Farmiga) que no havia vist mai, s'asseu al seient just davant seu. Ella, no obstant, sí que el coneix i sap perfectament que fa la mateixa ruta i es coneix tant el trajecte com a bona part de la gent que utilitza aquest transport, oferint-li una estranya oferta: si descobreix la identitat d'un passatger amagat al tren, li donarà un sobre amb una gran quantitat de diners. Després d'acceptar la proposició, s'adona que es troba enmig d'una conspiració criminal.

## Repartiment

### Personatges principals
- Liam Neeson, representant a Michael Woolrich.
- Vera Farmiga, representant a Joanna.

### Personatges secundaris
- Elizabeth McGovern, representant la muller de Woolrich.
- Damson Idris
- Patrick Wilson
- Sam Neill
- Jonathan Banks
- Dean-Charles Chapman
- Florence Pugh
- Clara Lago
- Kingsley Ben-Adir
- Killian Scott
- Letitia Wright
- Roland Møller